# 岩歧鬚鮠
岩歧鬚鮠，為輻鰭魚綱鯰形目倒立鯰科的其中一種，為熱帶淡水魚，分布於非洲坦干伊喀湖流域，體長可達10.2公分，棲息在岩石底質底中層水域，生活習性不明，有時也會有巢寄生行為。